# Haha Crew
Haha Crew je slovenská rapová skupina pocházejí z Košic. Založena byla v roce 2011 skupinou kamarádů, zajímajících se o hudbu, módu a pouliční kulturu. Po desítkách nevydaných skladeb vyšlo na YouTube několik freestylových tracků a, podle slov interpretů, „nepodstatných věcí“. V květnu roku 2013 byl vydán videosingl Rap & Móda. Postupem času začíná rapovat i další člen - Zayo.

## Začátky
Haha Crew začala ve složení Samey, Dalyb, Zayo, Kidd, Oskar. První vydané dílo je track Tango, kde měl Samey svou rapovou premiéru, o beat se postaral Dalyb a o featuring Supa. Později nahráli na svůj YouTube kanál dvě freestyle videa. Následovala další skladba Ticho. Produkci měl na starosti Kidd a za mikrofon se postavily Samey, Puerto a interpretka Salome (vokály).
Změna nastala, když se ke skupině přidal Gumbgu. Přinesl Haha Crew nový zvuk. Gumbgu nahrál uvítací song Aladin, který vyšel na Youtube kanálu Haha Crew. Gumbgu sám později odešel a stal se členem labelu Archetyp 51. Dnes[kdy?] je pod jménem Karlo členem labelu Milion+.
V prosinci 2014 vydali album Vlna pod taktovkou I Love Party Production.
Do projektu PODZEMGANG Samey přispěl songem Karamel, video produkcí několika klipů a Dalyb se postaral o zvukovou produkci několika skladeb.

## Diskografie

### Alba
| č.  | Skladba                                      | Skladatel (é)                            | Producent (i) | Délka |
| --- | -------------------------------------------- | ---------------------------------------- | ------------- | ----- |
| 1.  | "Ľalia"                                      | Samuel Sadiv · Dalibor Stofan            | Dalyb         | 2:21  |
| 2.  | "Jahody"                                     | Samuel Sadiv · Dalibor Stofan            | Dalyb         | 5:32  |
| 3.  | "INFIS"                                      | Samuel Sadiv · Dalibor Stofan            | Dalyb         | 2:27  |
| 4.  | "Mercedes Freestyle"                         | Samuel Sadiv · Dalibor Stofan            | Dalyb         | 4:20  |
| 5.  | "Dni" (featuring Gleb )                      | Samuel Sadiv · Dalibor Stofan Gleb       | Dalyb         | 5:24  |
| 6.  | "Rollin Stones" (featuring Tekashi 6ix9ine ) | Samuel Sadiv · Dalibor Stofan Wallah Dan | Dalyb         | 3:53  |
| 7.  | "Chop Suey"                                  | Samuel Sadiv · Dalibor Stofan            | Dalyb         | 3:22  |
| 8.  | "V zimných bundách"                          | Samuel Sadiv · Dalibor Stofan            | Dalyb         | 3:50  |
| 9.  | "Jebať na nich"                              | Samuel Sadiv · Dalibor Stofan            | Dalyb         | 4:15  |
| 10. | "Vlna"                                       | Dalibor Stofan                           | Dalyb         | 4:24  |

### Singly
| Skladba                          | Skladatel (é)                                                | Producent (i) | Délka | Rok  |
| -------------------------------- | ------------------------------------------------------------ | ------------- | ----- | ---- |
| "Rap & Móda"                     | Samuel sadby · Dalibor Štofan                                | Dalyb         | 3:19  | 2013 |
| ""                               | Samuel sadby · Dalibor Štofan · Gumbgu                       | Dalyb         | 3:15  | 2013 |
| "Fuck Swag 2" (with Yzomandias ) | Samuel Sadiv · Dalibor Stofan · Gumbgu Jakub Vlček · God Boi | Dalyb         | 5:00  | 2013 |

### Sólo alba
- Samey - Mama neviem kedy prídem domov (2017), XYZ (2019), Anarchia (2021), Slzy Ulic (2023)[4]
- Dalyb - Prod. Dalyb (2018), TEEN(R)AGE (2019), TEEN(R)AGE (Deluxe) (2020), AUX (2024)[5]
- Zayo - Navždy mladý (2018), Happy Halloween EP (2019), PARTY WEEK (2022)[6]

## Členové
- Samey - rap (Samuel Sadiv)
- Dalyb - produkce/rap (Dalibor Štofan)
- Zayo - rap (Matúš Zajac)
- Oskar (Oskar Kočik)
- Kidd (Ivan Pastyrčák)